# Outworld
Outworld war eine 1997 gegründete Progressive-Metal-Band von Rusty Cooley aus Houston, Texas.

## Geschichte
Die ursprüngliche Besatzung bestand aus Bobby Williamson (Keyboard), Rusty Cooley (Gitarre), Darren Davis (Schlagzeug) sowie Brent Marches (Bass). Sie wollten ursprünglich reine Instrumentale Musik machen, doch nach kurzer Zeit entschlossen sie sich, den Sänger Kelly Carpenter in die Band aufzunehmen.
Outworld arbeitete an Zwei Bonustracks für das Soloalbum von Rusty cooley, welches im Januar 2003 veröffentlicht wurde. Sie unterzeichneten Mitte 2003 einen Vertrag mit dem dänischen Plattenlabel Intromental Records. Später im selben Jahr wurde der Bassist Brent Marches durch Shawn Kascak und der Schlagzeuger Darren Davis durch Matt Mckenna ersetzt. Kelly Carpenter beschloss Ende 2004 der dänischen Metal-Band Beyond Twilight beizutreten, blieb aber bis Herbst 2006 mit Carlos Zema bei Outworld.
Im Dezember 2004 unterzeichnete Outworld einen Vertrag mit Replica Records. Am 13. November 2006 wurde ihr erstes Album Outworld veröffentlicht.
Im August 2007 gewann Outworld beim Famecast Fenom Contest in der Kategorie Metal, nachdem sie in allen 6 Runden auf Platz 1 gewählt wurden.
Am 12. März 2008 gab die Band bekannt, dass die Gründungsmitglieder Bobby Williamson und Sänger Carlos Zema die Band verließen. Sie suchen nach einem neuen Sänger und einen zweiten Gitarristen (anstelle des Keyboarders), um einen härteren Sound für das neue Album zu bekommen.
Am 24. März 2009 verkündete Rusty Cooley, dass er Outworld aufgelöst hätte, und mit der aktuellen Besetzung ein neues Projekt startet.

## Stil
Outworld sind am ehesten dem Progressive Metal zuzuschreiben, vermischen aber viele verschiedene Stile. Musikalisch ist die Band mit Dream Theater, Iron Maiden, Pantera und Symphony X zu vergleichen, während ihr Gesamt-Sound von Bands wie Meshuggah und Nevermore beeinflusst wurde.

## Diskografie
- Demo (2004)
- Outworld (2006)